# PMC 프러덕션
PMC 프러덕션은 대한민국의 공연예술 기업이다. 1992년 극단 환 퍼포먼스로 시작하였으며, 1996년 현재 사명으로 설립되었다. 공연 난타를 창작한 회사로 잘 알려져 있다. 2015년 난타의 누적 관객수가 1,000만명을 넘었다.